# Cristian Bernadas
Cristian Adrián Bernadas Tuero (Quilmes, Provincia de Buenos Aires, 25 de febrero de 1971) es un exfutbolista y entrenador argentino. En su etapa como jugador se desempeñó como guardameta.

## Trayectoria
Exjugador de fútbol profesional (arquero), entrenador de fútbol, miembro del directorio de ABEA (Asociación Boliviana de Entrenadores de Arqueros), presidente del Tenis-Soccer Atlétic Club, socio propietario de CEAT (Centro de Entrenamiento Arqueros Tarija), entrenador de arqueros del Club Real Tomayapo de Tarija Bolivia.

## Clubes
| Club                        | País      | Año          |
| --------------------------- | --------- | ------------ |
| Sportivo Dock Sud           | Argentina | 1991 - 19992 |
| Quilmes                     | Argentina | 1992 - 1993  |
| Defensa y Justicia          | Argentina | 1993 - 1995  |
| Almagro                     | Argentina | 1995 - 1996  |
| Defensa y Justicia          | Argentina | 1996 - 1998  |
| Juventud Antoniana          | Argentina | 1998 - 2000  |
| Gimnasia y Tiro             | Argentina | 2001 - 2002  |
| Juventud Antoniana          | Argentina | 2002         |
| Unión Central               | Bolivia   | 2003         |
| San José                    | Bolivia   | 2004         |
| Iberoamericana              | Bolivia   | 2005         |
| Universitario de Sucre      | Bolivia   | 2006         |
| C. A. Ciclón                | Bolivia   | 2010         |
| Tenis-Soccer A.C. de Tarija | Bolivia   | 2017         |

## Como DT
- Asistente Técnico de Universitario de Sucre en 2007.
- Dirigió al Club Atlético Ciclón en 2011.
- Dirigió al Club Atlético Ciclón en 2013.
- Dirige a García Agreda de la Asociación Tarijeña de Fútbol Torneo 2014 – 2015.
- Dirigió al Club Nacional Senac de Bolivia en 2019.